# Para olvidarte de mí
Para olvidarte de mí es el sexto y último álbum de estudio del grupo mexicano RBD. Fue lanzado a la venta el 10 de marzo de 2009 en México y el 24 de marzo de 2009 en los Estados Unidos. El disco pertenece al género pop latino y pop rock, con un estilo dance pop y melódico.
A modo de promoción se lanzó sólo un sencillo del álbum, el primero fue lanzado el 26 de enero de 2009 y se tituló «Para olvidarte de mí». El video musical del sencillo fue un compilado de imágenes de los video musicales y presentaciones de la agrupación a lo largo de su carrera.

## Producción y lanzamiento
En octubre de 2008 se anunció la grabación de un disco de despedida, Maite Perroni anunció durante una entrevista que la grabación del álbum había concluido en noviembre de ese año. Grabado en la Ciudad de México, bajo la producción de Armando Ávila, Carlos Lara y MachoPsych. El álbum es una edición limitada, ya que sólo salieron a la venta 40 000 copias en cada país. El 10 de marzo de 2009 se realizó una conferencia de prensa donde se presentó oficialmente el álbum en México.
Al igual que en el álbum anterior, en este disco Dulce María es coautora de dos de los 13 temas incluidos, «Más tuya que mía», que habla sobre el término de una relación, y «Lágrimas perdidas», que gira en torno a la esperanza de volver a empezar después de haber sufrido una desilusión.  
Una curiosidad de este disco era que al igual que el anterior álbum también en este disco Maite Perroni iba a ser coautora de dos temas de los 13 incluidos siendo en total 15 temas «No vuelvas», & «Nací Para Amarte», junto a Christopher Uckermann eran temas planeados para estar dentro del repertorio pero al final no se incluyeron, y por tiempo ya no se pudo realizar una edición especial del disco para poder incluir dichas canciones. 
En 2010, Dulce María a través de su Twitter oficial, presentó ante los seguidores de RBD un concurso que consistía en crear un video con los mejores momentos del sexteto, el cual sería publicado en su canal oficial de Youtube. A las semanas siguientes, es publicada la canción «Llévame», compuesta por ella y Alfonso Herrera para el fin de este fenómeno musical, junto con el video ganador.
Aún en su último álbum de estudio, la banda vuelve a publicar un cover adaptado al español con la colaboración del compositor Carlos Lara, repitiendo así la misma fórmula desde sus inicios. "Puedes ver pero no tocar" es un tema de pop fresco y pegadizo el cual su título original es "You Can Look" del grupo de chicas alemanas Monrose que se publicó en el 2008 y que pertenece a su álbum "I AM".

## Promoción

### Sencillos
El primer sencillo del álbum se titula «Para olvidarte de mí» y fue lanzada a la venta, a través de descarga digital, el 26 de enero de 2009. El video musical muestra una recopilación de los momentos de la agrupación.

### Interpretaciones en Vivo
La banda presentó por primera vez tan sólo dos canciones del álbum, 14 años después de haber sido lanzado, lo hicieron durante la gira de reencuentro Soy Rebelde Tour. Se hizo así ya que el disco salió al mercado sin promoción alguna, Para Olvidarte de Mi y Adiós fueron los temas elegidos y fueron presentados en los Medley: Eras y Medley: Baladas respectivamente.

## Recepción

### Crítica
Jason Birchmeier del sitio web Allmusic considera que el disco tiene un fuerte énfasis en las baladas emocionales dedicadas a sus fanes más que al mercado del pop latino, destaca algunos temas como «Mírame», «¿Quién Te Crees?» y «Puedes Ver Pero No Tocar». Finalmente agrega «Como sucedió, sin embargo, RBD sobrepasó el curso de su popularidad y se dejaron de decir adiós a una base de fanes muy disminuida, por no hablar de una corriente indiferente contraria al pop latino, que había crecido cada vez más cansados del grupo a medida que pasaban los años y la novedad llevaba delgada».

### Desempeño comercial
Es considerado el álbum menos exitoso de la agrupación ya que sólo se distribuyeron 40 000 copias en cada país, no contó con promoción.
En América del Norte el álbum tuvo más éxito en México donde debutó en el séptimo puesto del chart en AMPROFON, alcanzando a su segunda semana el tercer puesto, siendo esta su mejor posición en la lista. El álbum se mantuvo sólo once semanas en los charts. En Estados Unidos el álbum se posicionó en el sexto puesto del Billboard Top Latin Albums y en el tercer puesto del Billboard Latin Pop Albums, logrando seis semanas en dichos charts.
En América del Sur el álbum logró entrar en los charts en Argentina, el álbum debutó en el puesto ochenta y tres de la lista de CAPIF, alcanzando el décimo puesto a su segunda semana y siendo esta su mejor posición.
En Europa el álbum logró entrar en las listas de España, debutó en el puesto diecisiete del chart de PROMUSICAE, logrando ocho semanas en la lista.

## Lista de canciones
- Edición estándar

| Para olvidarte de mí |                                           | |          |  |
| N.º                  | Título                                    | Escritor(es)                                                                                       | Duración |  |
| 1.                   | «Camino al sol»                           | Debi Nova, Martin McKinney                                                                         | 3:57     |  |
| 2.                   | «Mírame»                                  | Cachorro López, Sebástian Schon                                                                    | 3:42     |  |
| 3.                   | «Para olvidarte de mí»                    | Carlos Lara, Pedro Muñoz Romero                                                                    | 3:22     |  |
| 4.                   | «¿Quién te crees?»                        | Nate Campany, Jodi Marr, MachoPsycho, Tami Rodríguez                                               | 3:04     |  |
| 5.                   | «Esté donde esté»                         | Armando Ávila                                                                                      | 3:36     |  |
| 6.                   | «Más tuya que mía»                        | Dulce María, Felipe Díaz                                                                           | 3:40     |  |
| 7.                   | «Hace un instante»                        | Carlos Lara                                                                                        | 3:43     |  |
| 8.                   | «Desapareció»                             | Yoel Henríquez, Rafael Esparza-Ruiz, Sheppard Solomon                                              | 3:20     |  |
| 9.                   | «Olvidar»                                 | Juan Carlos Pérez Soto, Patric Sarin, Jukka Immonen                                                | 2:59     |  |
| 10.                  | «Yo vivo por ti»                          | MachoPsycho, Nate Campany, Jodi Marr                                                               | 3:23     |  |
| 11.                  | «Lágrimas perdidas»                       | Armando Ávila, Dulce María                                                                         | 3:36     |  |
| 12.                  | «Puedes ver pero no tocar (You can look)» | Robin Jenssen, Nermin Harambašić, Anne Judith Stokke Wik, Ronny Vidar Svendsen / Adap. Carlos Lara | 3:12     |  |
| 13.                  | «Adiós»                                   | Armando Ávila                                                                                      | 3:36     |  |
| 45:08                |                                           | |          |  |

## Posicionamiento

### Semanales
| País           | Certificador | Lista            | Mejor posición |
| 2009           | 2009         | 2009             | 2009           |
| -------------- | ------------ | ---------------- | -------------- |
| México         | AMPROFON     | Top 100 Álbumes  | 3              |
| Estados Unidos | Billboard    | Top Latin Albums | 6              |
| Estados Unidos | Billboard    | Latin Pop Albums | 3              |
| España         | PROMUSICAE   | Top 100 Álbumes  | 17             |
| Argentina      | CAPIF        | Top 20 Álbumes   | 10             |
| Venezuela      | AVINPRO      | Top 40 Álbumes   | 3              |

## Premios y nominaciones
El sencillo del álbum Para olvidarte de mí fue nominado en distintas categorías de premiación. A continuación, una lista con algunas de las candidaturas que obtuvo:
| Año  | Premiación       | Categoría                                  | Resultado |
| ---- | ---------------- | ------------------------------------------ | --------- |
| 2009 | Premios Juventud | Canción corta-venas (Para olvidarte de mí) | Nominados |
| 2009 | Premios Juventud | La más pegajosa (Para olvidarte de mí)     | Nominados |
| 2009 | Premios Juventud | Mi video favorito (Para olvidarte de mí)   | Nominados |
| 2009 | Premios Juventud | Mi ringtone (Para olvidarte de mí)         | Nominados |

## Historial de lanzamiento
| País           | Fecha               | Formato              | Discográfica |
| -------------- | ------------------- | -------------------- | ------------ |
| México         | 10 de marzo de 2009 | CD, Descarga digital | EMI          |
| España         | 17 de marzo de 2009 | CD, Descarga digital | EMI          |
| Brasil         | 23 de marzo de 2009 | CD, Descarga digital | EMI          |
| Estados Unidos | 24 de marzo de 2009 | CD, Descarga digital | EMI          |
| Ecuador        | 7 de abril de 2009  | CD, Descarga digital | EMI          |
| Colombia       | 20 de abril de 2009 | CD, Descarga digital | EMI          |